# Roosevelt (Minnesota)
Roosevelt è un comune degli Stati Uniti d'America, situato nello Stato del Minnesota, diviso tra la contea di Roseau e la contea di Lake of the Woods.